# FC Belo Horizonte
Futebol Clube Belo Horizonte is een Kaapverdische voetbalclub. De club speelt in de São Nicolau Eiland Divisie, op Juncalinho in São Nicolau, waarvan de kampioen deelneemt aan het Kaapverdisch voetbalkampioenschap, de eindronde om de landstitel.

## Erelijst
- São Nicolau Opening Tournament: 1

2006/07
- Beker van São Nicolau: 1

2005/06